# Предмети розкоші
В економіці предмети розкоші — це товари, попит на які непропорційно зростає зі збільшенням доходу, таким чином витрати на ці товари стають більшою часткою загальних витрат. Предмети розкоші відрізняються від предметів першої необхідності, попит на які зростає пропорційно менше порівняно зі зростанням доходу.

## Ринок

### Характеристика
Предмети розкоші характеризуються високою еластичністю попиту за доходом: зі зростанням доходів люди пропорційно більше купуватимуть товари класу люкс. Однак це також означає, що в разі зниження доходів попит на них впаде ще більш непропорційно. Еластичність попиту за доходом не є сталою щодо рівня доходів і може змінюватися на різних рівнях. Наприклад, предмет розкоші може перетворитися на товар першої необхідності або навіть стати нижчим благом залежно від рівня доходу.
Деякі предмети розкоші називають прикладами товарів Веблена, які мають позитивну цінову еластичність попиту: наприклад, підвищення ціни на парфуми може збільшити їхню сприйняту цінність як предмету розкоші, що призведе до зростання продажів замість їхнього зниження. Проте товари Веблена не є синонімами предметів розкоші.
Технічне визначення «предметів розкоші» не залежить від якості товару, однак зазвичай до них відносять товари найвищої якості й ціни. Багато ринків мають сегмент розкоші, який включає, наприклад, розкішні моделі автомобілів, яхт, вина, бутильованої води, кави, чаю, їжі, годинників, одягу, прикрас і аудіосистем високої точності. Послуги теж можуть бути предметами розкоші. Наприклад, наймання персоналу для роботи по дому на повний робочий день або проживання персоналу в домі є ознакою розкоші, що відображає нерівність доходів. Деякі фінансові послуги, зокрема послуги окремих брокерських компаній, можна вважати розкішними, оскільки люди з низькими доходами зазвичай їх не використовують.

### Тенденції

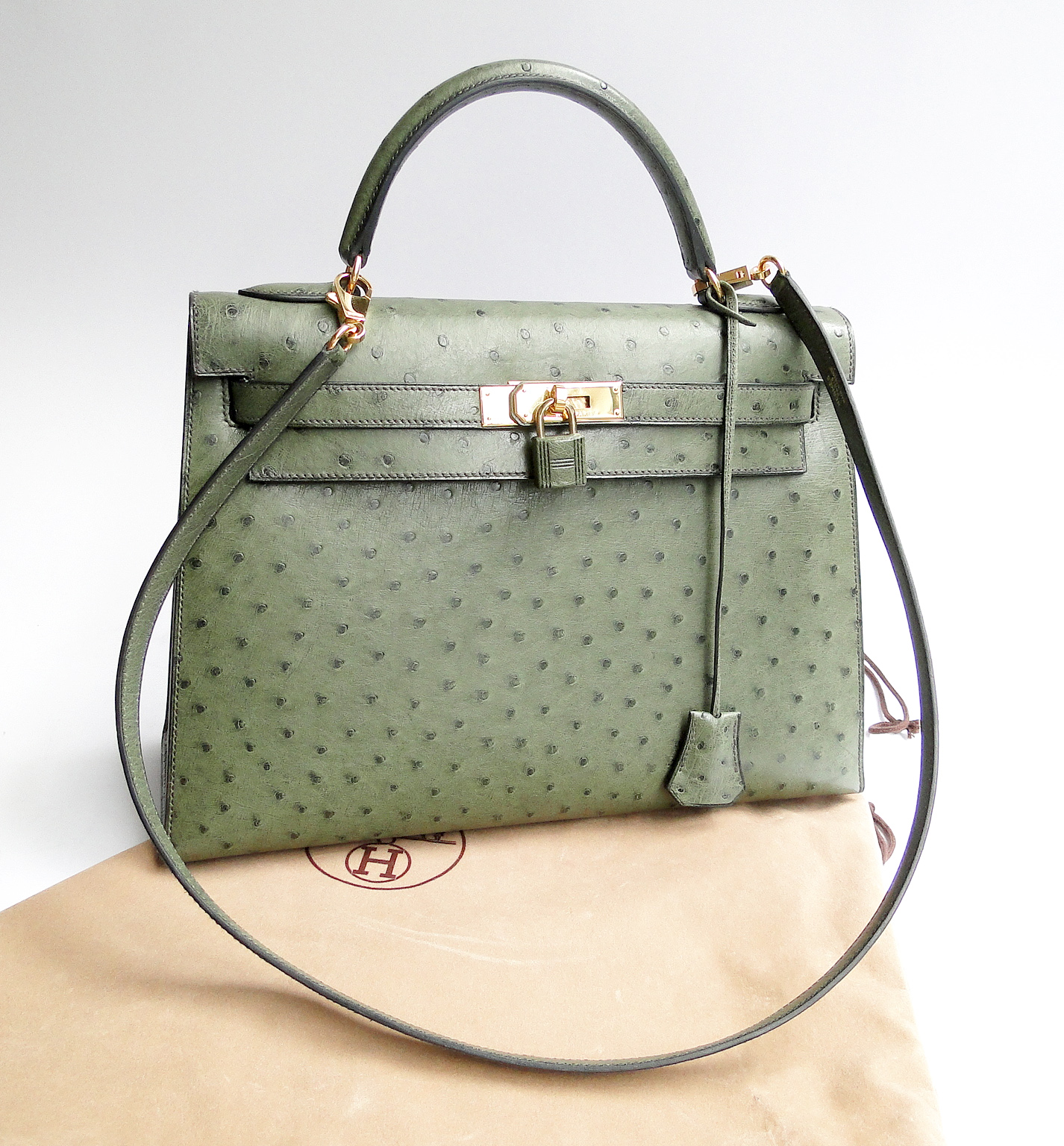
Приклад предмету розкоші — жіноча сумка Келлі від Hermès. Якщо більшість сумок цінуються за їхню здатність переносити речі, то дизайнерські сумки оцінюються переважно за їхню модність

У минулому предмети розкоші були доступні виключно для «аристократичного світу старих грошей», проте сьогодні розкіш асоціюється з брендами, які створюють відчуття ексклюзивності. Розкішні товари трансформувалися: замість виробів на замовлення, що розповсюджувалися через невеликі спеціалізовані компанії або сімейні підприємства з акцентом на якість, відбувся перехід до масового виробництва брендованих спеціалізованих товарів. Сучасна тенденція розкоші — це комерційні продукти або послуги, які просуваються, пакуються та продаються глобальними корпораціями, орієнтованими на «зростання, впізнаваність, популяризацію бренду, рекламу і, перш за все, прибутки». Люксові бренди дедалі частіше стають доступними для всіх споживачів за преміальну ціну, зокрема через інтернет.
Глобальні споживчі компанії, такі як Procter & Gamble, також виявляють інтерес до сектору предметів розкоші через складнощі з отриманням прибутків на ринку масових споживчих товарів. Клієнтська база предметів розкоші стає дедалі культурно різноманітнішою, що створює як нові виклики, так і нові можливості для компаній цього сектору.
Основні тенденції на світовому ринку предметів розкоші:
- Колаборації: Люксові бренди, які раніше залишалися відносно ізольованими, зараз активно створюють співпраці та випускають лімітовані серії разом із популярними брендами, особливо популярними в соціальних мережах[7].
- Консолідація: Власність інтелектуальних прав на провідні бренди розкоші зосереджена в руках невеликої групи корпорацій, таких як Kering, LVMH та Richemont, які мають інтереси в різних галузях розкоші[8].
- Глобалізація: Зростання добробуту споживачів у деяких країнах відкриває нові ринки для продавців предметів розкоші[9].
- Masstige: Від англ. mass prestige — масовий престиж. Це тенденція до створення брендів, які номінально є розкішними, але орієнтовані на середній і робітничий класи[10].
- Послуги та досвід розкоші: Хоча предмети розкоші зазвичай є фізичними товарами або брендами, послуги розкоші характеризуються досвідом, який представляє розкіш через гедонізм, ескапізм й естетику[11].

## Економіка
В економіці предмети розкоші або вищі блага становлять більшу частку споживання зі зростанням доходу, що класифікує їх як нормальні блага у теорії споживання. Такі товари мають дві економічні характеристики: рідкість і високу ціну. Рідкість може бути як природною, так і штучною, однак споживачі мають сприймати товар як особливо якісний і престижний. Володіння такими товарами зазвичай символізує вищість у ресурсах і супроводжується престижем.
Товар Веблена — це предмет розкоші, престижна цінність якого настільки велика, що зниження його ціни може зменшити попит.
Еластичність доходу для предметів розкоші перевищує одиницю за визначенням, оскільки частка витрат на них зростає зі збільшенням доходу. Крім того, предмети розкоші можуть взагалі не купуватися за низького рівня доходу. Прикладами є копчений лосось, ікра та інші делікатеси. Деякі предмети розкоші, як-от вино чи відпустки, мають широкий спектр якості. Навіть якщо кількість таких товарів залишається стабільною зі зростанням доходу, витрати на них збільшуються для забезпечення кращого досвіду.
Зростання нерівності доходів призводить до більшого споживання предметів розкоші через тривожність, пов'язану зі статусом.